# Епархия Браганса-до-Пары
Епархия Браганса-до-Пары (лат. Dioecesis Brigantiensis de Para) — епархия Римско-Католической церкви с центром в городе Браганса, Бразилия. Епархия Браганса-до-Пары входит в митрополию Белен-до-Пара. Кафедральным собором епархии Браганса-до-Пары является церковь Пресвятой Девы Марии Розария.

## История
14 апреля 1928 года Римский папа Пий XI издал буллу «Romanus Pontifex», которой учредил территориальную прелатуру Гурупи, выделив её из архиепархии Белен-до-Пары. 3 февраля 1934 года территориальная прелатура Гурупи была переименована в территориальную прелатуру Гуама.
16 октября 1979 года Римский папа Иоанн Павел II выпустил буллу «Cum Praelatura», которой преобразовал территориальную прелатуру Гуама в епархию Гуама.
13 октября 1981 года епархия Гуама была переименована в епархию Браганса-до-Пары.
29 декабря 2004 года епархия Браганса-до-Пары передала часть своей территории новой епархии Кастаньяла.

## Ординарии епархии
- священник Eliseu Maria Coroli (10.08.1940 — 5.02.1977)
- епископ Miguel Maria Giambelli (21.04.1980 — 10.04.1996)
- епископ Luigi Ferrando (10.04.1996 — по настоящее время)

## Источник
- Annuario Pontificio, Ватикан, 2007
- Булла Romanus Pontifex, AAS 23 (1931), p. 313  (лат.)
- Булла Cum Praelatura  (лат.)